# Антиквариат

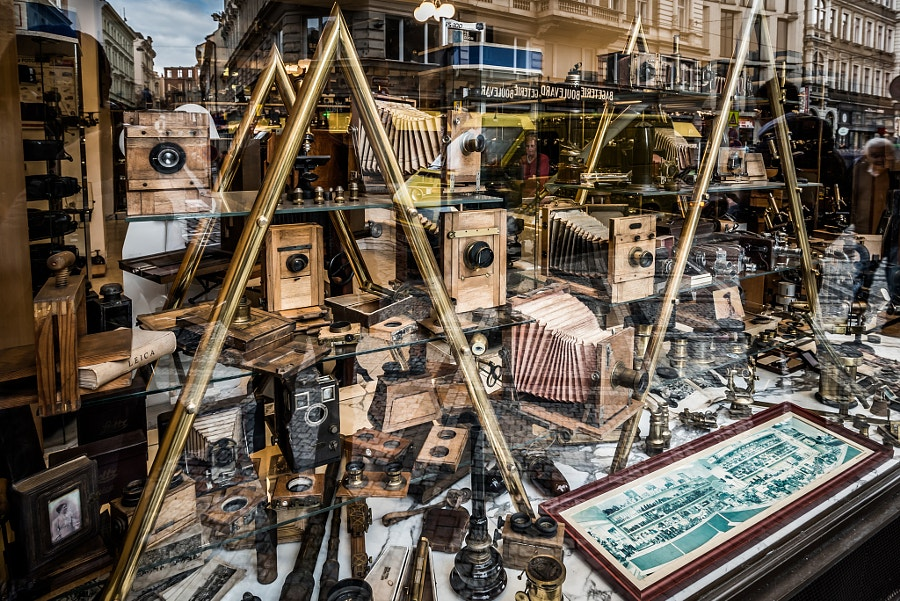
Магазин антикварных фотоаппаратов в Праге

Антиквариа́т (лат. antiquus «старый») — художественно-исторический термин, применяемый для описания различных категорий старинных вещей, имеющих значительную ценность. 
Антиквариат в целом — это старые или редкие художественные произведения или другие ценные вещи, которые являются объектами коллекционирования и торговли. К антикварным предметам наиболее часто относят мебель, антикварные книги, картины, предметы домашнего обихода и т. д.
Увлекаются сбором антиквариата как частные коллекционеры, так и государство, для которого антикварные предметы с присущей им исторической атрибутикой зачастую представляют особый историко-правовой интерес.
Также, и в мире и в России существует развитая сеть специализированных магазинов, аукционов, как физических, так и электронных, торгующих старыми редкими книгами, картинами и прочим антиквариатом.

## Критерии отнесения к антиквариату
В порядке значимости следуют признаки, по которым вещь может быть причислена к категории антиквариата:
- возраст (не менее 50 лет); при этом уникальные вещи между 15 и 50 годами (к примеру, вещи советской эпохи) могут быть причислены к винтажу.
- раритетность (то есть редкость или уникальность вещи);
- (не)серийность;
- связанность с исторической эпохой или с историческими событиями (то есть насколько вещь отражает модные тенденции своей эпохи);
- (не)возможность воспроизводства;
- художественная/историческая/культурная ценность;
- материальная ценность (бумага, драгоценные камни, золото, дерево и т. д.)

### Различия по странам

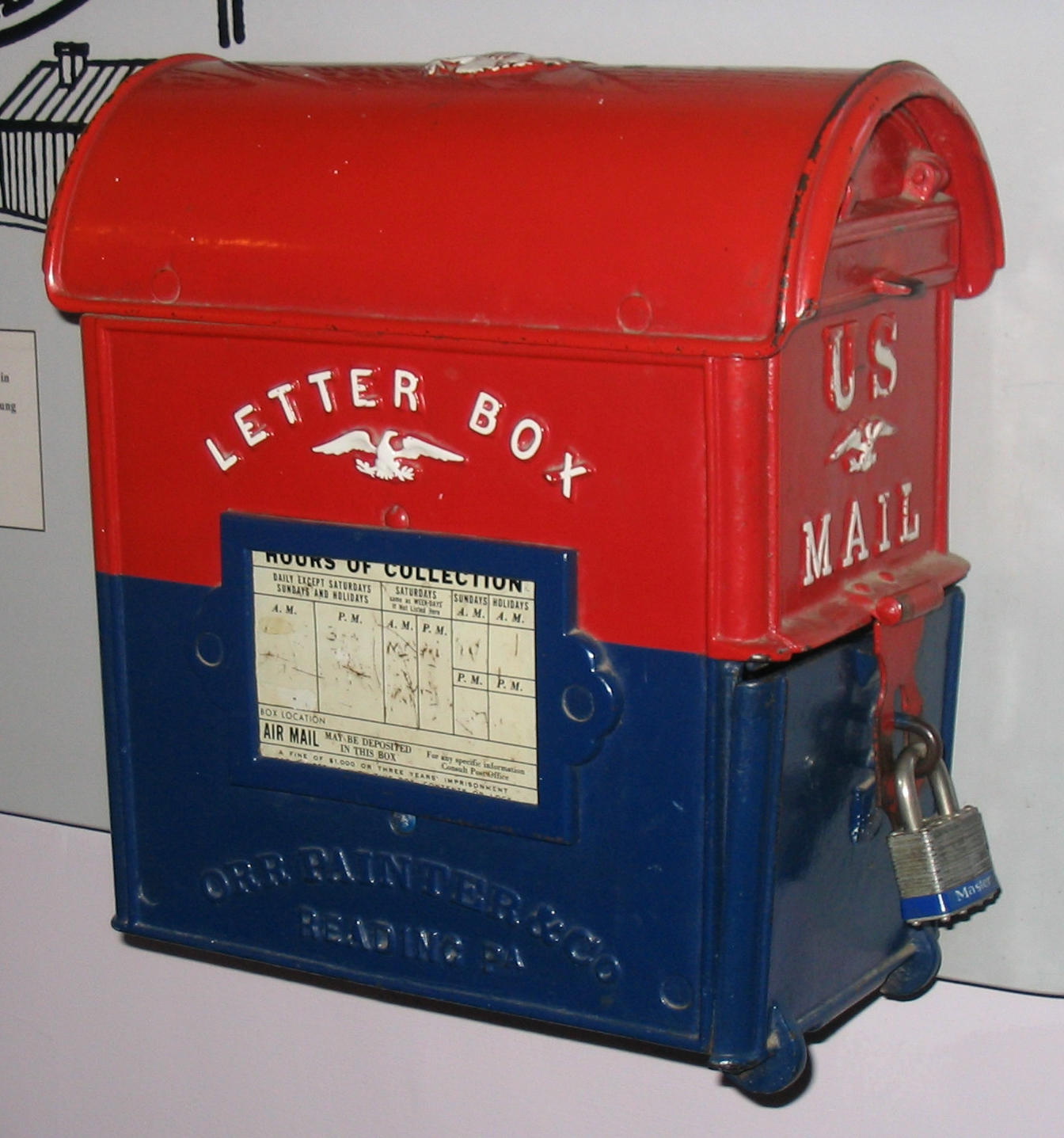
Антикварный почтовый ящик (почта США)

Чтобы предмет считался антикварным, ему должно быть определённое количество лет. 
В большинстве стран предмету должно быть не менее 60 лет, чтобы он считался антикварным.
По закону РФ «О вывозе и ввозе культурных ценностей» все предметы, произведённые более 100 лет назад, запрещены к вывозу из страны. 
В США антикварный предмет должен был быть изготовлен до 1830 года, в Канаде до 1847 года. 
В Великобритании ему должно быть не менее 100 лет..

## Как инвестиция
Собирательство антиквариата причисляется к своеобразной форме вложения капитала (инвестирование).
Некоторые эксперты считают, что инвестиции в предметы искусства и антиквариат следует сравнивать с вложениями в акции.

## Антикварный рынок России
Антикварный рынок России до конца 2000-х годов
До мировой рецессии конца 2000-х годов президент аукционного дома «Гелос», член «Экспертного совета Комитета Государственной Думы по безопасности» Олег Стецюра связывал подъём рынка антикварной торговли с высокими ценами на нефть, он объяснял это появлением большого количества свободных денег, которые надо было куда-то вкладывать. Олег Стецюра так же считал, что годовой оборот отечественного антикварного рынка составлял около 1,5 млрд долларов. Оборот «черного рынка» подсчитать трудно, но по некоторым оценкам на 2004 год он составляет 300 миллионов долларов, по другим — полтора миллиарда, то есть как минимум в два, а то и в десять раз превышает оборот «белого рынка», который, как писали «Известия», равен приблизительно 150 миллионам (включая опять же зарубежные покупки наших коллекционеров).

Российский рынок антиквариата напоминает описанную в учебниках истории феодальную лестницу. Её подпирают 5 тыс. частных дилеров, которые с разной периодичностью продают и покупают предметы русского искусства. Ряды дилеров состоят из искусствоведов, музейных работников или просто людей с художественным, историческим образованием и капиталом от 500 до 500 тыс. долл.
На ступеньку выше находятся владельцы антикварных магазинов, галерей и салонов, которые также покупают и продают старинные вещи. Объективная реальность такова, что сейчас, например, в Москве с её 12-13 миллионами жителей и гостей всего около 180—200 зарегистрированных организаций антикварного рынка — это с учётом как крупных салонов и галерей, так и маленьких магазинчиков. В Петербурге — 80, всего в России — около 400 (Для сравнения, в Лондоне с его 14-ю миллионами — около 2 тысяч антикварных магазинов, 40 аукционных домов). Несложно догадаться, что подавляющее большинство игроков заняты не коллекционированием.
Ключевую роль в этом процессе играют аукционные дома, потому что вся политика ценообразования на рынке определяется результатами аукционных торгов. Рынок антиквариата похож на фондовый, а аукционные торги — на биржевые. За ними наблюдают все участники рынка.
— «Антикварный рынок России и антикварные аукционы», «Гелос», сборник статей.